# Danijela Anđelić
Danijela Anđelić est une joueuse de volley-ball croate née le 30 juin 1988 à Split. Elle mesure 1,90 m et joue attaquante. 

## Clubs
| Club           | Pays    | De        | À         |
| -------------- | ------- | --------- | --------- |
| ŽOK Kaštela    | Croatie | 2006-2007 | 2008-2009 |
| ŽOK Rijeka     | Croatie | 2009-2010 | 2010-2011 |
| ŽOK Kaštela    | Croatie | 2011-2012 | 2011-2012 |
| ŽOK Split 1700 | Croatie | 2012-2013 | 2012-2013 |
| LJ Volley      | Italie  | 2013-2014 | …         |

## Palmarès
- Championnat de Croatie
  - Vainqueur : 2010, 2011.
  - Finaliste : 2007.
- Coupe de Croatie
  - Finaliste : 2010, 2011.